# Курляндский кризис

Курляндия в 1740 г.

Курляндский кризис — острый политический кризис в Курляндии в XVIII веке, связанный с борьбой за статус правителя герцогства. Характеризовался влиянием соседних государств на внутриполитический процесс.

## Предыстория

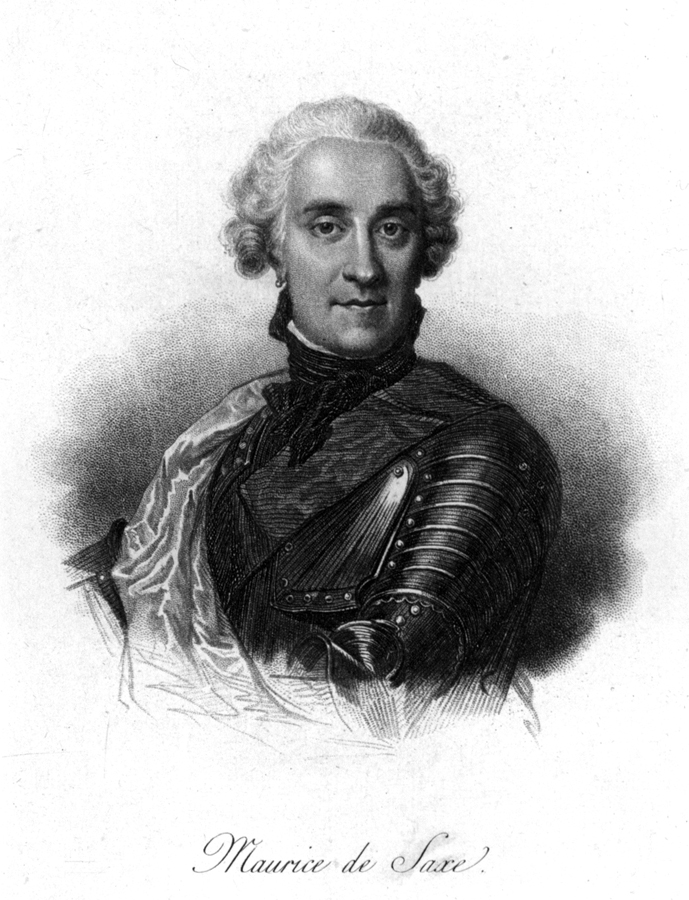
Граф Мориц Саксонский

После женитьбы на племяннице Петра I Анне Иоанновне 18-ти летний герцог Курляндии Фридрих Вильгельм внезапно умер сразу после свадьбы (1711). Не бывши фактически его женой и став вдовой, Анна Иоанновна сделалась регентшей, а герцогством стал править от её имени русский резидент П. М. Бестужев, в то время как единственный мужской представитель рода герцогов Курляндских, дядя покойного молодожёна Фердинанд, бывший регентом в дни его малолетства, проживал в Данциге. На титул претендовал внебрачный сын польского короля Мориц Саксонский. Ситуацию могло бы упрочить замужество, и Анна Иоанновна решила выйти замуж за Морица. 18 (29) июня 1726 года курляндские дворяне выбрали графа Морица новым герцогом, а герцога Фердинанда лишили трона. Однако эта кандидатура не устраивала Российскую, Священную Римскую империи и Пруссию. Ситуация дополнительно усложнилась после того, как стало известно, что князь Меншиков пожелал герцогского титула для самого себя. Курляндия была вассалом Речи Посполитой, и решение ландтага подлежало утверждению польско-литовского сейма.
К месту событий, под предлогом осмотра войск на случай отражения английского или датского десанта, из Петербурга срочно отправился А. Д. Меншиков, сам добивавшийся титула курляндского герцога. Он встретился в Риге с Анной Иоанновной, и потребовал от неё отмены результатов выборов и созыва нового ландтага. На следующий день он с большим конвоем отправился в Митаву, и там встречался с Морицем, а также с членами правительства Курляндии, и также требовал от них новых выборов герцога, угрожая в противном случае вступлением российских войск и арестом несогласных.
Курляндцы не стали немедленно созывать нового ландтага. В октябре вопрос рассмотрел сейм Речи Посполитой, и решил создать комиссию, которая должна была договориться с курляндцами об управлении герцогством.

## Ход событий
Весной 1727 года умерла императрица Екатерина I, и Меншиков стал фактическим правителем Российской империи. Он приказал занимавшему должность рижского губернатора генерал-аншефу Ласси вступить в Курляндию во главе экспедиционного корпуса из трёх пехотных и двух кавалерийских полков с задачей не пускать туда Морица Саксонского, а если он уже там, выдворить его из страны.
Ласси узнал, что Мориц уже находится в Курляндии, и пребывает со своей многочисленной свитой на острове Оснанген. Полковник Функ получил приказание арестовать герцога. Он арестовал 106 вооружённых людей герцогской свиты, его имущество и личную канцелярию, но сам герцог успел бежать на рыбачьей лодке.
Мориц с отрядом в 300 человек прибыл на остров Фишгольм в Усмайтенском озере, на котором, решив защищаться от российских войск, возвёл укрепления. Однако Ласси не стал штурмовать остров, а расположился лагерем на берегу. В итоге Мориц Саксонский бежал под покровом ночи, навсегда покинув Курляндию, а его отряд сдался русским войскам.
23 сентября на заседании Верховного тайного совета уже после опалы Меньшикова было зачитано письмо Морица к генералиссимусу, в котором претендент взамен признания его герцогом предлагал единовременную выплату в 2 тыс. червонцев, а после восхождения на курляндский престол — ежегодную выплату в 40 тыс. ефимков.

## Итоги и последствия
Мориц Саксонский был вынужден покинуть Курляндию, и ситуация в герцогстве вернулась к исходной точке.
Остров в Усмском озере, на котором скрывался Мориц Саксонский, стал впоследствии известен как «остров Морица» (латыш. Moricsalas). Ныне остров является частью одного из старейших в Латвии заповедников — «Морицсала», там имеется «дуб принца Морица».

## В культуре
События войны за курляндское наследство послужили сюжетом для исторической миниатюры Валентина Пикуля «Дуб Морица Саксонского».